# Arp2/3

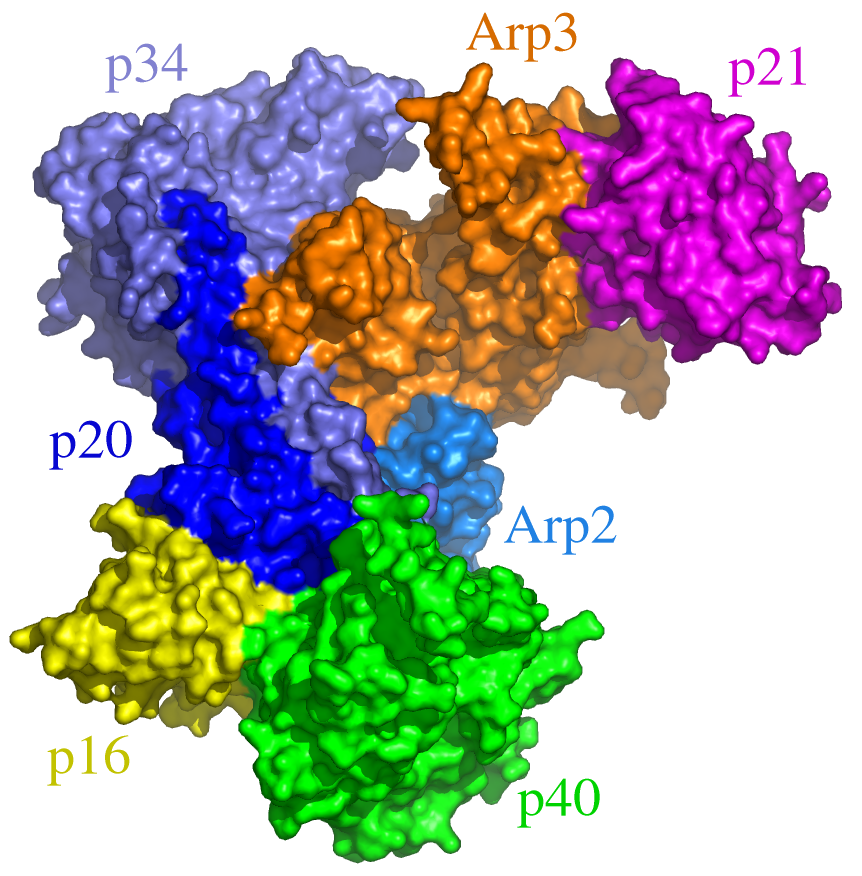
Estructura atómica de Arp2/3. Cada color corresponde a una subunidad: Arp3, naranja; Arp2, azul marino (las subunidades 1 y 2 no se muestran); p40, verde; p34, azul claro; p20, azul oscuro; p21, magenta; p16, amarillo.

Arp2/3 (acrónimo inglés para Actin-Related Proteins, es decir, proteínas relacionadas con la actina) es una proteína celular implicada en el control de la disposición de la actina en el citoesqueleto de las células. Es de vital importancia en la fisiología celular y se encuentra ampliamente difundida por todo el dominio de los eucariotas. Compuesta por siete subunidades, algunas de ellas poseen una topología claramente relacionada con su función biológica: dos de sus subunidades, denominadas «ARP2» y «ARP3» , poseen una estructura muy semejante a la de los monómeros de actina. Dicha homología permite a ambas unidades comportarse como agentes nucleantes de la polimerización de los monómeros de actina G (actina libre o no polimerizada) a actina F (aquella que se halla en los microfilamentos), una de las funciones del complejo Arp2/3. Además, este complejo es necesario para establecer estructuras dendríticas complejas de actina F.

## Mecanismo molecular de la polimerización

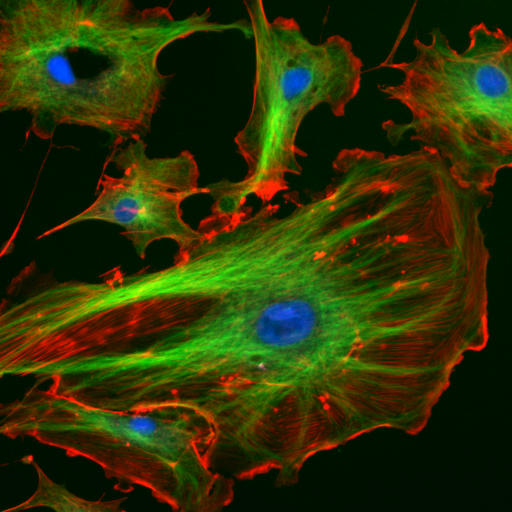
El citoesqueleto de una célula eucariota. Los filamentos de actina se hallan teñidos de rojo, los microtúbulos de verde y el núcleo celular de azul. Arp2/3 desempeña un papel fundamental en la formación de este citoesqueleto.

Existe un buen número de proteínas capaces de asociarse al extremo de un microfilamento, afectando a su equilibrio de polimerización/despolimerización, e incluso actuando como agentes nucleantes. Sin embargo, el complejo Arp2/3 no solo es capaz de modificar la mencionada dinámica, sino que puede generar nuevos lugares de nucleación y, por tanto, ramificar la estructura. Dicha actividad nucleante es estimulada mediante las proteínas reguladoras de las familias WASp, N-WASp y WAVE. En el caso de las WASp, dicha activación se desprende de la interacción mediante su dominio V con los monómeros de actina al tiempo que su región CA se asocia a Arp2/3, dando lugar a un centro de nucleación. Claro que la nucleación de novo no es suficiente para generar redes de actina F: es preciso que los nuevos microfilamentos, además, se entrelacen con otros preexistentes, dando lugar a un citoesqueleto de actina funcional. Según este modelo, las proteínas que recubren el extremo del microfilamento poseen dos funciones: limitar la polimerización de este si no es mediante la región nucleante del complejo Arp2/3 y prevenir  su despolimerización, a fin de mantener su estabilidad.
Por tanto, el complejo Arp2/3 controla simultáneamente tanto la polimerización de la actina como la ramificación de los microfilamentos. Más aún, se ha descrito una actividad de autocatálisis durante la polimerización de actina mediada por el complejo: en ella, los nuevos microfilamentos activan a otros complejos Arp2/3, lo cual incrementa la complejidad de la estructura, facilitando el desarrollo de tramas más elaboradas.
El mecanismo molecular por el cual Arp2/3 interviene en la polimerización de la actina es objeto de disputa. Se han postulado dos modelos: en uno, la bifurcación es externa al microfilamento madre, mientras que, en el otro, es interna. No existen datos empíricos que permitan, hasta abril de 2008, aceptar o rechazar concluyentemente alguno de estos modelos, los cuales se describen a continuación. 

### Modelo de bifurcación externa al microfilamento

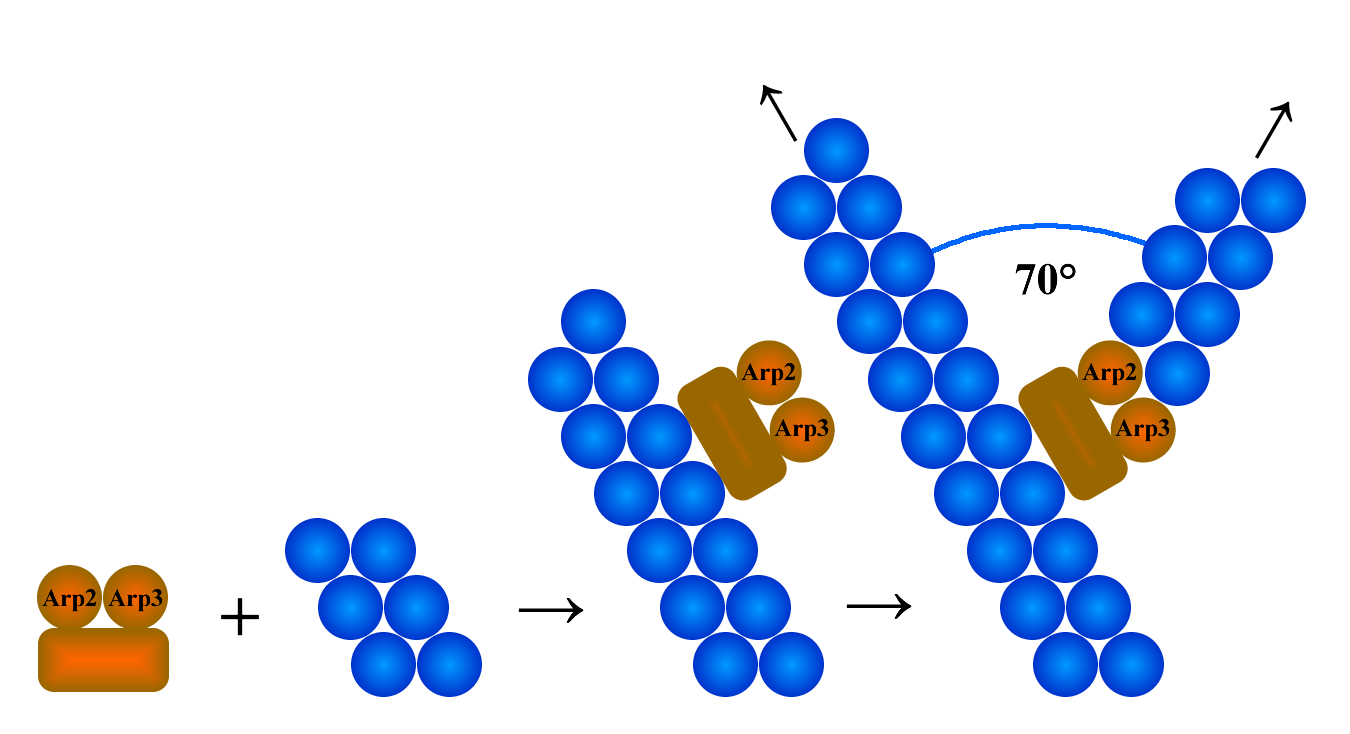
Modelo de la bifurcación externa al filamento. El complejo Arp2/3 activado se une a un microfilamento preexistente, y las subunidades Arp2 y Arp3 actúan nucleando la polimerización de un nuevo microfilamento hijo.

El modelo de bifurcación externa al microfilamento propone una nucleación dendrítica, en la cual el complejo Arp2/3 se une a un lateral de un microfilamento preexistente, dejando libres sus lugares de nucleación. De este modo, se postula que el complejo posee capacidad de unir a actina en al menos dos zonas: una para interactuar con la actina F original y otra con la de nueva síntesis. Existen evidencias de microscopía electrónica de alta resolución que respaldan estructuralmente este modelo.

### Modelo de bifurcación interna al microfilamento

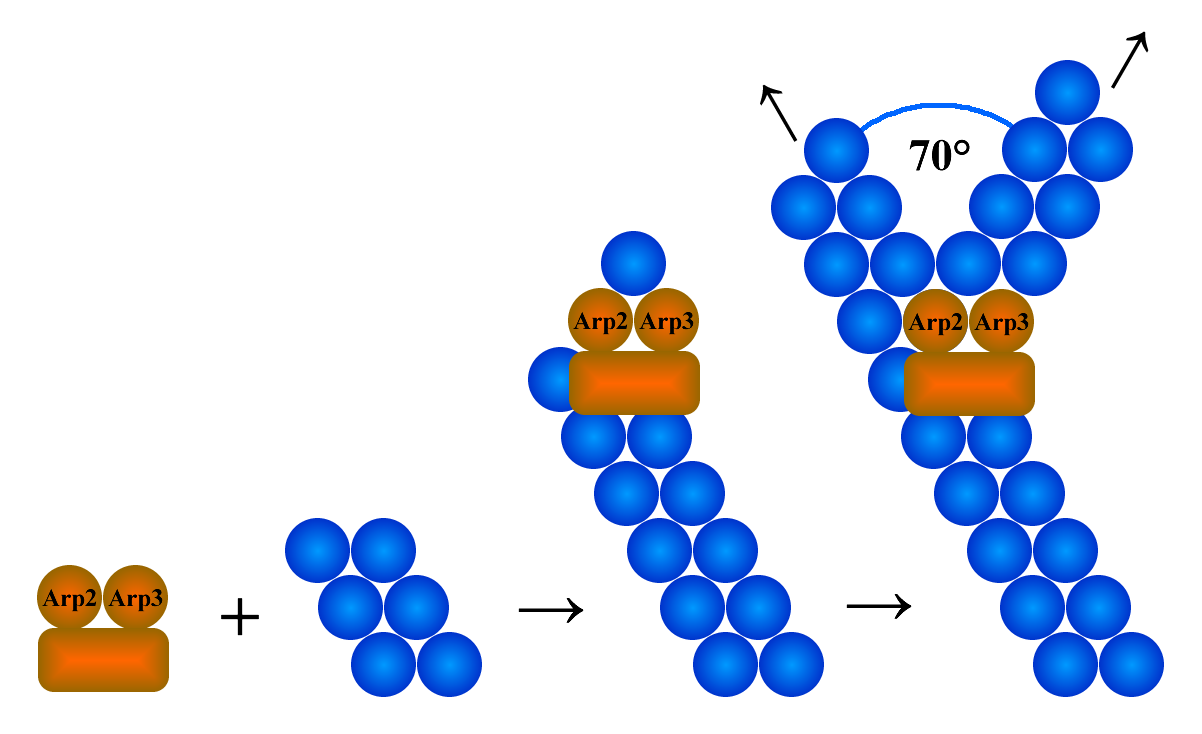
Modelo de la bifurcación interna al filamento. El complejo Arp2/3 activado se une a un extremo de un microfilamento; Arp2 queda unido a este y Arp3, proyectado al exterior. Tanto Arp2 como Arp3 actúan nucleando la adición de nuevos monómeros de actina G, dando lugar a dos nuevos filamentos de actina F.

En el modelo de bifurcación interna al microfilamento se postula que Arp2/3 se asocia al extremo de un microfilamento en crecimiento, permitiendo tanto la adición de nuevos monómeros a este como a una rama hija, que nuclea en el complejo Arp2/3. Dicha dicotomía se explica sobre la base de la existencia de dos subunidades activas, tanto Arp2 como Arp3, capaces de interactuar con un microfilamento creciente de forma paralela. Esta hipótesis se basa en análisis cinéticos, pero no posee soporte en cuanto a estructura molecular de las proteínas se refiere.

## Funciones
Arp2/3, como elemento ubicuo en los eucariotas y relacionado con una función tan vital como es el mantenimiento del citoesqueleto de actina, posee multitud de funciones celulares específicas. El complejo es especialmente abundante en aquellas zonas de la célula que  posean una dinámica activa de la polimerización de actina: por ejemplo, en los lamelipodios de protozoos y en las zonas motiles de levaduras. De hecho, se ha detectado que tanto Arp2/3 como las proteínas reguladoras WAVE se acumulan selectivamente en los ápices de dichos lamelipodios, cuya formación es, además, esencial durante la migración celular en metazoos.
En mamíferos y en la ameba Dictyostelium discoideum se ha demostrado que es imprescindible para la fagocitosis. Además, el complejo posee relevancia en el establecimiento de la polaridad celular y en la propia migración de algunos tipos celulares, como puede ser el caso de fibroblastos en zonas que han sufrido un trauma mecánico. Es más, existen casos de patógenos procariotas que, aunque no presentan Arp2/3 por carecer de citoesqueleto, emplean el complejo Arp2/3 de la célula hospedadora cuando la infectan: es el caso de las cepas enteropatogénicas de Listeria monocytogenes y Shigella, que aprovechan la polimerización de la actina como medio motriz para desplazarse por el citosol y colonizar células vecinas. Otra función consiste en la regulación de los orgánulos asociados al citoesqueleto, como son los endosomas, lisosomas, vesículas de pinocitosis y mitocondrias. En levaduras el transporte mitocondrial depende de los microfilamentos de actina, a diferencia de los eucariotas superiores, en que depende de microtúbulos. Se ha demostrado que la forma principal de realizar el transporte anterógrado mitocondrial es a través del complejo arp2/3, que es reclutado en la membrana externa mitocondrial a través de las proteínas Jsn1/Puf1. Como este complejo produce propulsión, pero no direccionalidad, esta se logra mediante la paralelización de los microfilamentos y la unión de los "cables" de actina a otro elemento de la membrana mitocondrial llamado "mitocoro", formado por las proteínas Mmm1, Mdm10 y Mdm12, quienes a su vez se unen al complejo arp2/3 mediante la proteína Puf3. Los mutantes con defectos en arp2/3 o elementos del mitocoro presentan a su vez problemas en el transporte mitocondrial y en su segregación en la división celular. En el caso de las plantas, es esencial para que se produzca una expansión polar de las células de los tricomas y del hipocótilo.

### Implicaciones en el desarrollo
Como se describió previamente, el complejo Arp2/3 también se encuentra en plantas. Por ejemplo, su subunidad de menor tamaño posee un homólogo, ARPC5, en el organismo modelo Arabidopsis thaliana. De hecho, en esta especie se han descrito mutantes que carecen de dicha subunidad, y su fenotipo, que puede fenocopiarse por adición de drogas que inhiben la polimerización de la actina, consiste en irregularidades en los tricomas. Por otra parte, el papel fundamental del citoesqueleto de actina en el tráfico de vesículas provoca que, en los mutantes carentes de una correcta función de Arp2/3, el comportamiento de las vesículas asociadas al complejo de Golgi sea anómalo; por añadidura, y puesto que dicho tráfico es el que puede sustentar una expansión celular, si las vesículas transportan componentes celulares de nueva síntesis, dichas anomalías repercuten en la fisiología celular de una forma estructural. De este modo, se ha comprobado que en las plantas Arp2/3 posee un papel esencial en la morfogénesis. De hecho, se ha postulado que en las plantas Arp2/3, junto con las fosfolipasas que interactúan con la membrana y los microtúbulo de actina,  forman un sistema de cooperación intracelular que desempeñan un papel central en definir la forma definitiva de las células.
Otros estudios en animales modelo, como Drosophila melanogaster, y en levaduras han demostrado que las mutaciones de pérdida de función en ARP3 son letales, lo cual pone de manifiesto el papel crucial de este complejo durante el desarrollo.